# Rubraea acrita
Rubraea acrita is een vlinder uit de familie van de Nymphalidae. De wetenschappelijke naam van de soort is voor het eerst gepubliceerd in 1865 door William Chapman Hewitson.

## Verspreiding
De soort komt voor in Zuid-Kenia, Tanzania, Zuid-Angola, Noord-Zambia, Malawi, Mozambique, Zimbabwe, Botswana, Namibië en Zuid-Afrika

## Waardplanten
De rups leeft op soorten van het geslacht Adenia (Passifloraceae).